# Warmteoverdrachtscoëfficiënt
De warmteoverdrachtscoëfficiënt (symbool {\displaystyle h}, uitgedrukt in W/m²K) is een maat voor de warmteoverdracht bij convectie (in tegenstelling tot warmteoverdracht door geleiding).
Voor de warmteoverdracht geldt:
{\displaystyle Q=hA\Delta T}
waarin {\displaystyle Q} de warmtestroom is (in W), {\displaystyle A} het oppervlak waardoor de warmteoverdracht plaatsvindt (in m²) en {\displaystyle \Delta T} het temperatuurverschil (in K).
De waarde van {\displaystyle h} wordt bepaald door de stroming van lucht langs een warmte-afgevend of warmte-ontvangend oppervlak. Hoe sterker de stroming, des te hoger {\displaystyle h} zal zijn. Halverwege de vorige eeuw werd de volgende formule gebruikt voor het vaststellen van de warmteoverdrachtscoëfficiënt:
{\displaystyle h=10{\sqrt {v}}}
Waarbij 10 de warmte in kcal/(m²·h·°C) en v de snelheid van de lucht, getalsmatig, in meters per seconde is. Voor die formule geldt nu:
{\displaystyle h=12{\sqrt {v}}} in W/(m²K).
Overzicht warmteoverdrachtscoëfficiënten in verschillende situaties volgens TNO en de Gasunie:
| sitiuatie                                   | {\displaystyle v} m/s ± | {\displaystyle h} W/(m²K) |
| ------------------------------------------- | ----------------------- | ------------------------- |
| net boven een radiator                      | 0,5                     | 8,5 .                     |
| binnenkant van een buitenmuur bij koud weer | 0,25                    | 6                         |
| buitenkant van die buitenmuur               | 4                       | 24                        |
In berekeningen wordt meestal uitgegaan van de omgekeerde waarde van de warmteoverdrachtscoëfficiënt, de overgangsweerstand (NEN 1068;2004), aangeduid door Rsi (binnen) en door Rse (buiten).
- Rsi = 1/(6 W/m²·K) = 0,166 m²·K/W ; volgens NEN 1068 Rsi = 0,13 m²·K/W.
- Rse = 1/(24 W/m²·K) = 0,04 m²·K/W ; volgens NEN 1068 Rse = 0,04 m²·K/W.